# USS Limestone (IX-158)
USS Limestone (IX-158) był amerykańską barką betonową typu Trefoil oznaczaną jako unclassified miscellaneous vessel. Był jedynym okrętem United States Navy noszącą nazwę pochodzącą od wapienia.
"Limestone" (IX-158) i "Corundum" (IX-164) wymieniły się nazwami 23 maja 1944 przed nabyciem przez Marynarkę. Obie jednostki były budowane na podstawie kontraktu Maritime Commission T. B7-D1-Barge przez Barrett & Hilp, Belair Shipyard w South San Francisco.
Stępkę M. C. Hull 1332 położono 19 października 1943. Został zwodowany 31 grudnia 1943, matką chrzestną była żona Williama O.Neilla i otrzymał nazwę "Limestone" (IX-158) 7 lutego 1944.
Stępkę M. C. Hull 1338 położono 5 stycznia 1944. Otrzymał nazwę "Corundum" (IX-164) 7 lutego 1944 i został zwodowany 25 marca 1944, matką chrzestną była żona Leo Heagerty`ego.
Po zmianie nazwy nowy "Limestone" (M. C. Hull 1338) został nabyty przez Marynarkę 14 października 1944 i tego samego dnia wszedł oficjalnie do służby. Barkę przeholowano do Subic Bay na Filipinach z przeznaczeniem na barkę magazynową dla United States Army i United States Marine Corps. "Limestone" służył w pobliżu wysuniętych baz amerykańskich na Pacyfiku do powrotu do USA w 1946. Został wycofany ze służby 12 grudnia 1946 w Seattle i sprzedany Foss Launch & Tug Company 11 września 1947.